# 棒锥螺
棒锥螺（学名：Turritella bacillum），是中腹足目锥螺科錐螺屬的一种。主要分布于中国大陆，常栖息在潮下带。